# Umut Gündoğan
Umut Gündoğan (* 12. Juni 1990 in Brüssel) ist ein belgisch-türkischer Fußballspieler.

## Karriere
Gündoğan kam als Sohn türkischer Einwanderer in Brüssel auf die Welt und begann hier in der Jugend von RSC Anderlecht mit dem Fußballspielen. Im Frühjahr 2007 wechselte er in die Jugend vom niederländischen Verein MVV Maastricht. Hier fiel er dem, schwerpunktmäßig in Belgien und der Niederlande tätigen, türkischstämmigen Trainer Fuat Çapa auf.
Çapa selber übernahm im Sommer 2007 den türkischen Erstligisten Gençlerbirliği Ankara und bewirkte als eines seiner ersten Amtshandlungen den Wechsel Gündoğans zu Gençlerbirliği. Nachdem Çapa bereits nach fünf Spieltagen entlassen worden war, verlor Gündoğan damit seinen Förderer. Er spielte im folgenden eineinhalb Jahre ausschließlich für die Reservemannschaft. Die Rückrunde der Spielzeit 2008/09 wurde er an den Drittligisten Fethiyespor ausgeliehen und absolvierte bis zum Saisonende vier Spiele für diese Mannschaft.
Im Sommer 2009 löste er nach gegenseitigem Einvernehmen mit Gençlerbirliği seinen Vertrag auf und verließ die Türkei. Für die anstehende Saison wechselte er in die niederländische Liga zu RBC Roosendaal, der neuen Wirkungsstätte seines Förderers Çapa. Für Roosendaal spielte er eine Spielzeit und verließ den Verein nachdem auch Çapa in der Türkei den Erstligisten Kasımpaşa Istanbul übernommen hatte.
Gündoğan selber heuerte für die Saison beim belgischen Zweitligisten FC Brüssel an und spielte hier zwei Jahre lang.
Zur Saison 2012/13 wurde sein Wechsel in die türkische TFF 1. Lig zu Bucaspor verkündet.
Am 17. Januar 2014 wechselte Gündoğan für eine Ablösesumme von 1,6 Millionen Türkische Lira zum türkischen Rekordmeister Galatasaray Istanbul. Für die Rückrunde der Saison 2014/15 wurde er an den Zweitligisten Adana Demirspor ausgeliehen.
In den letzten Tagen der Sommertransferperiode 2015 wurde er an den Zweitligisten Şanlıurfaspor und für die Rückrunde der Saison 2016/17 an Manisaspor ausgeliehen. Im Sommer 2018 wechselte Gündoğan zu Boluspor. Er blieb bis März 2020 beim Verein. Nach eineinhalb Jahren Pause unterschrieb er beim belgischen Regionalligisten ROC Charleroi-Marchienne.

## Erfolge
Mit Galatasaray Istanbul
- Türkischer Pokalsieger: 2014